# Bremerhavener Straße

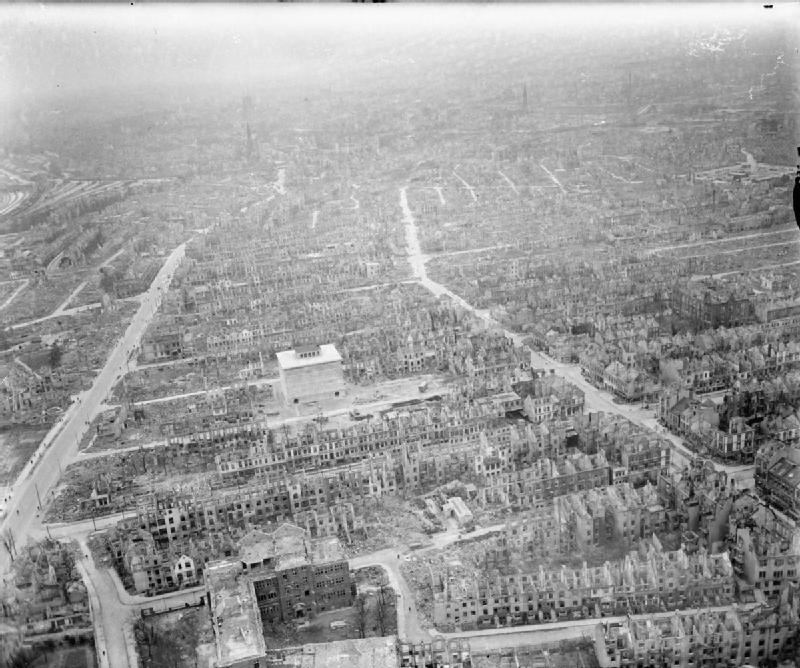
Zerstörtes Walle 1944

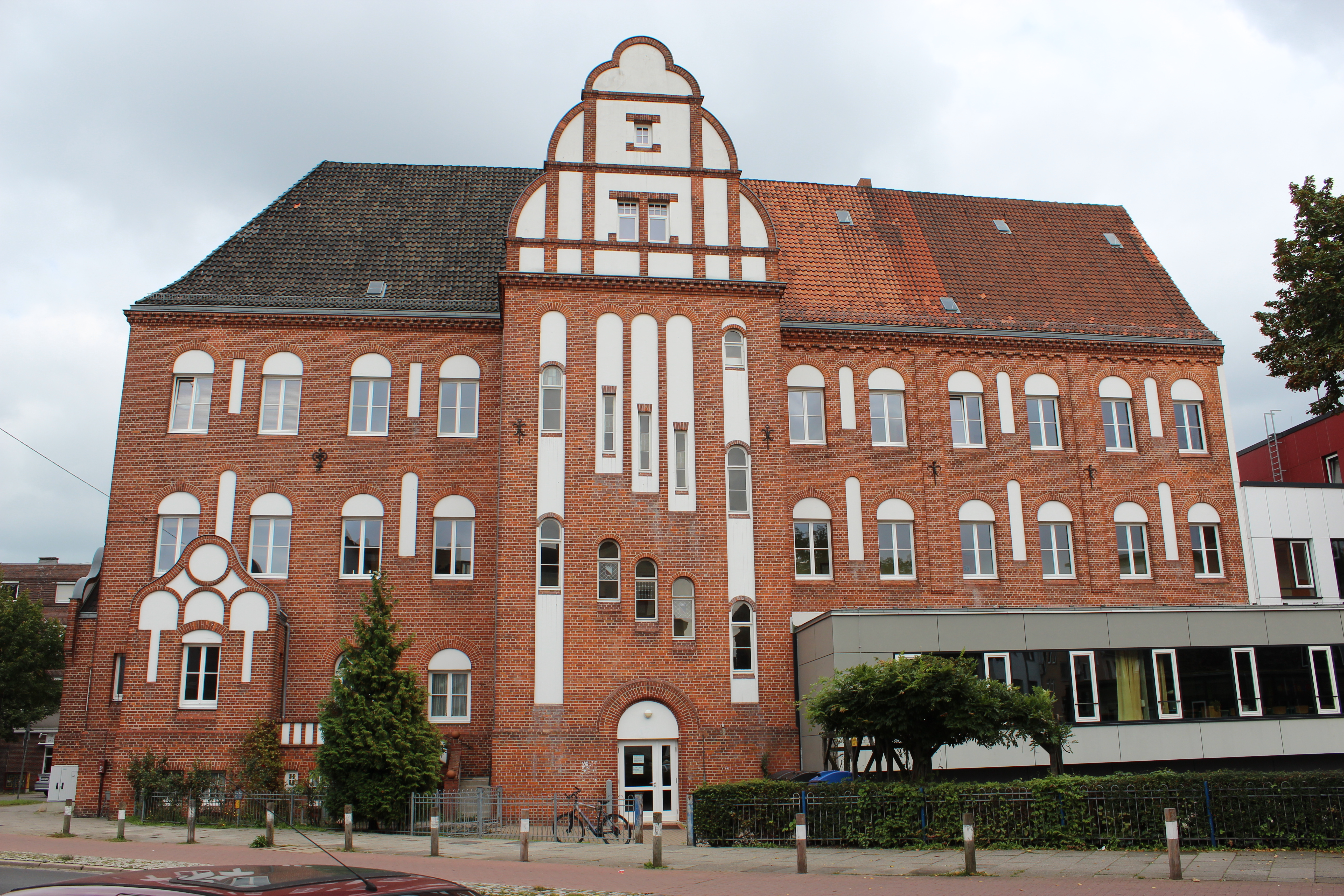
Schule am Steffensweg

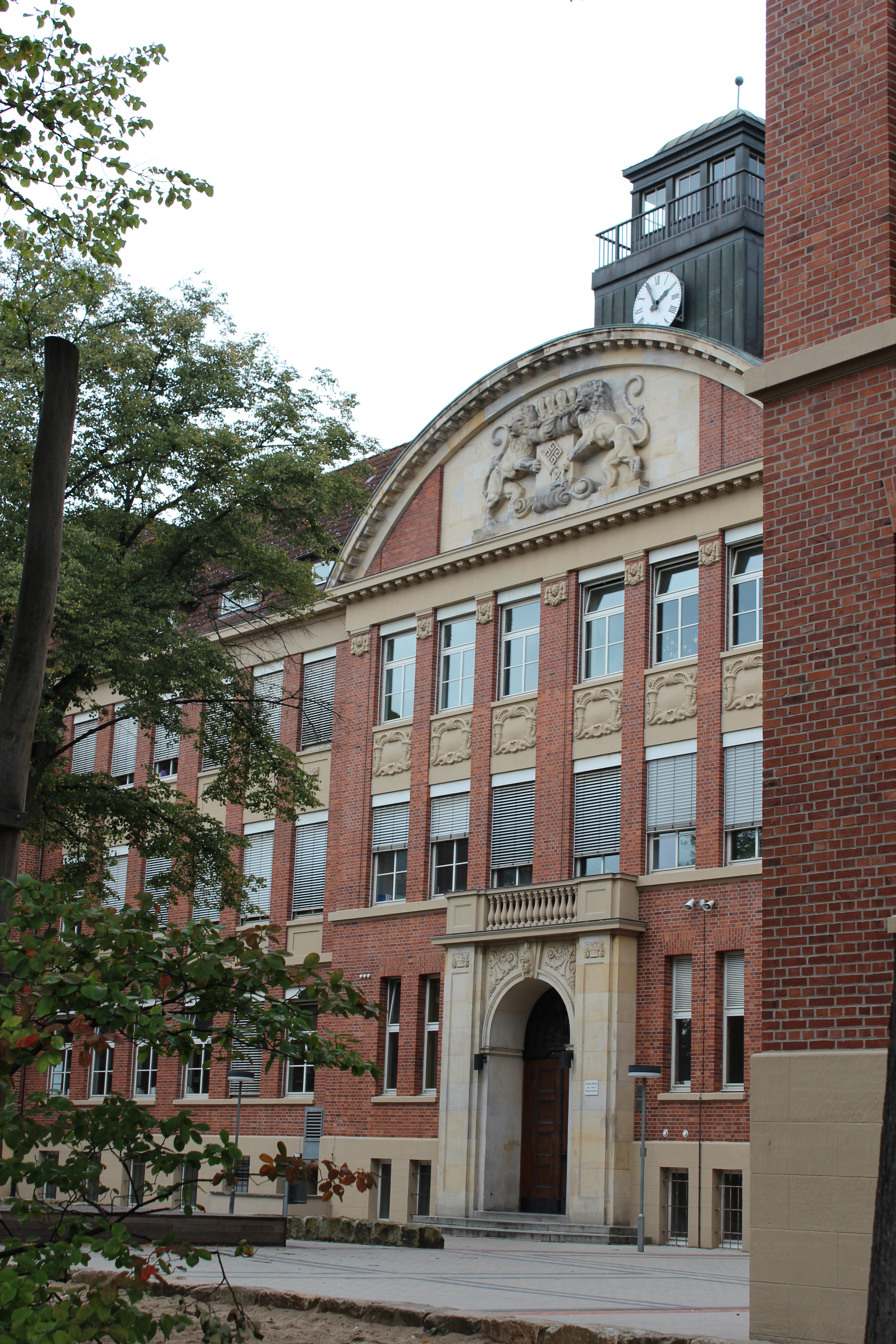
Schulzentrum Waller Ring

Die Bremerhavener Straße ist eine Straße in Bremen Stadtteil Walle, Ortsteile Westend Steffensweg und Walle. Sie führt in Süd-Nord-Richtung von der Wartburgstraße bis zur Werftstraße und zum Stadtteil Gröpelingen.
Sie gliedert sich in die Teilbereiche
- Wartburgstraße bis Nordstraße und
- Nordstraße bis Werftstraße.

Die Querstraßen wurden benannt zumeist nach Orten und Städten als Wartburgstraße, Vegesacker Straße, Grenzstraße (1868) nach der Grenze zwischen den Feldmarken Utbremen und Walle, Bassumer Straße, Sulinger Straße, Elisabethstraße (1874) nach dem Vornamen, Loxstedter Straße, Karl-Peters-Straße nach dem Kolonialpolitiker und Afrikaforscher Carl Peters, Dorumstraße, Lübberstedter Straße, Helgolander Straße nach der Insel, Steffensweg nach Stephan, da der Ortsteil früher zum Kirchspiel St. Stephani gehörte, Bremervörder Straße, Beverstedter Straße, Leutweinstraße nach dem Gouverneur von Deutsch-Südwestafrika Theodor Leutwein, Waller Ring, der verbunden ist mit dem Utbremer Ring und dem Osterfeuerberger Ring, Neuenburger Straße, An der Reling nach einem seemännischen Begriff, Nordstraße, Emder Straße, Alte Bremerhavener Straße, Getreidestraße (1922) nach dem Getreidehafen und den Getreidespeichern; ansonsten siehe beim Link zu den Straßen.

## Geschichte
Die Bremerhavener Straße erhielt den Namen nach der Seestadt Bremerhaven, zu der sie hinführt.

### Entwicklung
1139 wurde das Dorf Walle erstmals erwähnt.
Am westlichen Ende entwickelte sich mit dem Bau des Freihafens nach 1888 der neue Ortsteil Westend. Die große Jute-Spinnerei und Weberei Bremen an der Nordstraße beschäftigte um 1895 über 2000 Arbeiter, die hier wohnten. Die Ortsteile Steffensweg (heute um 4300 Einwohner) und Westend (heute um 6400 Einwohner) wurden deshalb überwiegend dicht bebaute Wohngebiete. 1885 wurden Teile der Landgemeinde Walle und 1902 die weiteren Gebiete eingemeindet.
Bis 1905 entstand am Steffensweg/Ecke Bremerhavener Straße eine Volksschule mit 16 Klassen, 1913 die Realschule später Schulzentrum Waller Ring als Oberschule und 1916 die Volksschule (Doppelschule) und spätere Oberschule Helgolander Straße.
Während des Zweiten Weltkrieges wurde 1944 Walle großflächig zerstört. Der Wiederaufbau begann ab 1950. Unter dem Namen Westliche Vorstadt entstand von 1953 bis 1955 in Utbremen, Steffensweg und Westend durch die Gewoba, die Bremer Treuhand und die Schoß nach Plänen von Max Säume, Günther Hafemann, Wilhelm Wortmann, Bernhard Wessel, Werner Hebebrand, Walter Schlempp und Günther Marschall eine größere, aufgelockerte Wohnsiedlung.
Der Ausbau des Teilstückes Nordstraße / Bremerhavener Straße ab Waller Ring bis zur Emder Straße fand um 1971/72 statt.

### Verkehr
Die Straßenbahn Bremen durchfährt die Straße heute mit der Linie 3 im nördlichen Bereich ab Nordstraße.
Im Nahverkehr in Bremen fahren ab Nordstraße die Buslinien 26 (Walle ↔ Huckelriede) und 28 (Walle ↔ Findorff ↔ Wiener Str. ↔ Universität-Nord).

## Gebäude und Anlagen
An der Straße befinden sich überwiegend drei- bis viergeschossige Wohngebäude.
Bremer Baudenkmale
- Ecke Steffensweg 171: 3-gesch. Schule am Steffensweg im Reformstil von 1905 mit einer roten Klinkerfassade und zwei prägende Risalite mit gerundeten Schweifgiebeln nach Plänen von Baurat Hugo Weber; heute Allgemeine Berufsschule;[2] daneben 3-gesch. moderner, roter Schulbau
- Nr. 83 / Ecke Steffensweg 210: 4-gesch. verklinkertes Schulzentrum Waller Ring (Oberschule) von 1913 mit einem halbrunden Giebel und dem großen Bremer Wappen sowie einem Dachreiter nach Plänen von Baurat Hugo Weber und Staatsbaurat Hans Ohnesorge.[3]

Erwähnenswerte Gebäude und Anlagen
- Vegesacker Straße 14: 4-gesch. Wohn und Geschäftshaus mit Staffelgeschoss und gerundeter Eckausbildung
- Nr. 12: 2-gesch. Wohnhaus mit prägender Eckausbildung
- Nr. 36: 2-gesch. Wohn- und Geschäftshaus mit rundem Ecktürmchen
- Nr. 39: 3-gesch. Wohn- und Geschäftshaus mit betonter Eckausbildung als 4-gesch. Giebel sowie Loggien
- Nr. 42: 4-gesch. neueres Wohn und Geschäftshaus mit betonter Eckausbildung
- Nr. 48: 3-gesch. Wohn- und Geschäftshaus mit seitlichem Giebelrisalit, Zwerchgiebel und betonter Eckausbildung durch 4-gesch. Turmerker
- Nr. 50: 3-gesch. Wohn- und Geschäftshaus der Neptun-Apotheke
- Nr. 65: 3-gesch. Wohnhaus mit einem Zwerchgiebel
- Nr. 84 bis 100: 3-gesch. erhaltene Wohnhäuser
- Nr. 112 bis 178: Zumeist 2-gesch. Wohnhäuser
- Zwischen Waller Ring und Nordstraße Allee
- Nr. 155/157: 1- bis 3-gesch. Neubauten vom Arbeiter-Samariter-Bund (ASB) Landesverband Bremen
- Zwischen Nr. 161 / Emder Straße und Waller Friedhof Bezeichnung auch als Nordstraße
- Waller Friedhof von 1875 mit heute besonders sehenswürdigen Grabstätten wie das Mausoleum Knoop
- Als Alte Bremerhavener Straße wird die parallele Straße von der Emder Straße bis zur Jadestraße genannt mit dem 5-gesch. Speicher mit Satteldach (um Cuxhavener Str. 20) von der J. Müller Weser GmbH und dem 7-gesch. Gebäude der BB-Kartbahn (Cuxhavener Str. 31).